# Afrascius alcinous
Afrascius alcinous är en insektsart som beskrevs av Rauno E. Linnavuori 1978. Afrascius alcinous ingår i släktet Afrascius och familjen dvärgstritar. Inga underarter finns listade i Catalogue of Life.